# Watchmen (filme)
Watchmen (bra: Watchmen - O Filme; prt: Watchmen - Os Guardiões) é um filme americano de 2009, do gênero neo noir, dirigido por Zack Snyder. É uma adaptação da banda desenhada com mesmo nome escrita por Alan Moore e ilustrada por Dave Gibbons, publicada pela editora DC Comics entre 1986 e 1987. O elenco principal é composto por Malin Åkerman, Billy Crudup, Matthew Goode, Carla Gugino, Jackie Earle Haley, Jeffrey Dean Morgan, e Patrick Wilson
O filme começou a ser filmado em Vancouver em setembro de 2007 e foi lançado em 6 de março de 2009.

## Sinopse
A história de Watchmen é situada em 1985, numa realidade alternativa onde super-heróis existem, Richard Nixon é presidente pela terceira vez e as tensões entre os Estados Unidos e a União Soviética estão mais fortes do que nunca. Enquanto isso, o vigilante Rorschach, ao investigar o assassinato do ex-vigilante Edward Blake, desconfia de que alguém quer matar heróis mascarados. Rorschach alerta todos os ex-vigilantes da morte de Edward Blake e do possível assassino de heróis e poucos dias depois tentam matar Ozymandias (ex-vigilante), Coruja e Espectral. A versão do diretor inclui a cena dos quadrinhos onde um ex-homem minuto, Edward Blake, O Comediante, é assassinado. Os Minutemen, ou homens-minuto, eram heróis da década de 1940 que foram obrigados a revelar suas identidades para o governo, deixando de ser heróis. Outra parte muito importante da história é sobre as relações de Dr. Manhattan e Espectral 2. Eles, em 1985, têm um relacionamento, porém Espectral, depois de uma briga deixa dr. Manhattan e esboça um novo relacionamento, dessa vez com Coruja. Antes do relacionamento com Espectral, Manhattan já tinha um relacionamento sério. A trama, apesar de ser em um ambiente muito fictício e futurista, é considerada muito realista, por tratar de assuntos sérios da época e por ter uma narrativa cruel e sem medo de censura.

### Enredo
Os "Minutemen", uma equipe de lutadores contra o crime, foi formada em 1939 em resposta a um aumento em gangues de criminosos fantasiados; os "Watchmen" foram semelhantes formados décadas mais tarde. Sua existência tem afetado dramaticamente os acontecimentos mundiais: em particular, os superpoderes do Doutor Manhattan ajudam os Estados Unidos a ganhar a Guerra do Vietnã, resultando na reeleição do Presidente Richard Nixon para um terceiro mandato. Doutor Manhattan dá ao Ocidente uma vantagem estratégica sobre a União Soviética, que na década de 1980 corre o risco de agravar a Guerra Fria em uma guerra nuclear. Durante esse tempo, o crescente sentimento anti-vigilante leva o combate ao crime mascarado a ser banido. Embora muitos dos heróis se aposentem, Doutor Manhattan e o Comediante operam como agentes sancionados pelo governo, e Rorschach continua a operar fora da lei, tornando-se um fugitivo.
Ao investigar o assassinato do agente do governo Edward "Eddie" Blake, que lutou com uma figura sombria que o empurrou do prédio caindo para sua morte, Rorschach descobre que Blake era o Comediante, e teoriza que alguém pode estar tentando eliminar antigos heróis fantasiados. Ele tenta alertar a aposentadoria dos seus companheiros: seu ex-parceiro Daniel Dreiberg (Coruja II); o Dr. Manhattan e a sua amante, Laurie Jupiter (Espectral II). Manhattan ignora Rorschach e Dreiberg é cético, mas ainda assim transmite esta informação ao ex-vigilante Adrian Veidt (Ozymandias), atualmente um empresário bilionário, que também rejeita a teoria.
Depois do funeral de Blake, Manhattan é acusado de causar o câncer que aflige sua ex-namorada e outros, que passou um tempo com ele após o acidente científico que lhe deu seus superpoderes. Manhattan exila-se em Marte, dando a União Soviética a confiança para invadir o Afeganistão. A teoria de Rorschach parece ser justificada quando Veidt evita uma tentativa de assassinato, e Rorschach encontra-se enquadrado pelo assassinato de um ex-vilão chamado Moloch. Jupiter vai ficar com Dreiberg, depois de romper com Manhattan. Os dois se tornam amantes e decidem sair da aposentadoria. Depois de ajudar Rorschach a sair da prisão, Júpiter é confrontado por Manhattan, que a leva a Marte e explica que ele não está mais interessado na humanidade. Enquanto ele investiga suas lembranças, ele descobre que ela é filha de Blake, e realiza o milagre da sua vida, criada, apesar da relação turbulenta de seus pais. Com seu interesse na humanidade renovado, Manhattan decide voltar para a Terra com Júpiter.
Investigando a conspiração, Rorschach e Dreiberg descobrem que Veidt está por trás de tudo. Rorschach registra suas suspeitas em seu diário, que ele joga no escritório de publicação do New Frontiersman, um jornal-tablóide. Rorschach e Dreiberg enfrentam Veidt em sua Base na Antártica. Veidt admite ser responsável pelo assassinato de Blake, o exílio de Manhattan, a prisão de Rorschach, e sua própria tentativa de assassinato, que ele encenou para desviar suspeitas. Ele explica que o seu plano é unificar os Estados Unidos e a União Soviética, destruindo as principais cidades do mundo explodindo com reatores de energia infundidos com a energia do Doutor Manhattan, que este último, sem saber, lhe forneceu. Rorschach e Dreiberg tentam detê-lo, mas Veidt subjuga os dois e revela que seu plano já foi colocado em movimento: os reatores foram detonados, e as assinaturas de energia são reconhecidos em Manhattan.
Depois de Nova York ser destruída, Júpiter e Manhattan chegam às ruínas da cidade e determinam que Veidt deve ser responsável. Eles se teletransportam para sua base apenas depois de ele ter derrotado Rorschach e Dreiberg, causando Veidt a recuar e tentar matar Manhattan usando uma máquina como a que lhe deu poderes. Sem sucesso, ele mostra-lhes uma reportagem na televisão em que Nixon afirma que os Estados Unidos e a União Soviética se aliaram contra o seu novo "inimigo comum", Dr. Manhattan. Os heróis percebem que revelar a verdade só iria perturbar esta nova paz. Manhattan é forçado a matar Rorschach para impedi-lo de revelar a verdade. Manhattan compartilha um beijo final com Júpiter antes de partir definitivamente para outra galáxia, enquanto um Dreiberg enfurecido ataca Veidt, que, no entanto, defende suas ações, como protestos de Dreigberg que Veidt deformou e mutilou a humanidade. Dreiberg e Júpiter deixam Veidt para pensar sobre suas escolhas.
Júpiter e Dreiberg voltam para Nova York e planejam continuar a luta contra o crime. Júpiter revela à mãe que ela descobriu que Blake é seu verdadeiro pai, e os dois se reconciliam. Algum tempo depois, um editor do New Frontiersman diz a um jovem empregado que eles precisam de coisas para escrever sobre, agora que o mundo está em paz. O editor diz ao funcionário que ele pode imprimir o que ele gosta de uma coleção de correspondências, entre os quais está o diário de Rorschach.

## Produção

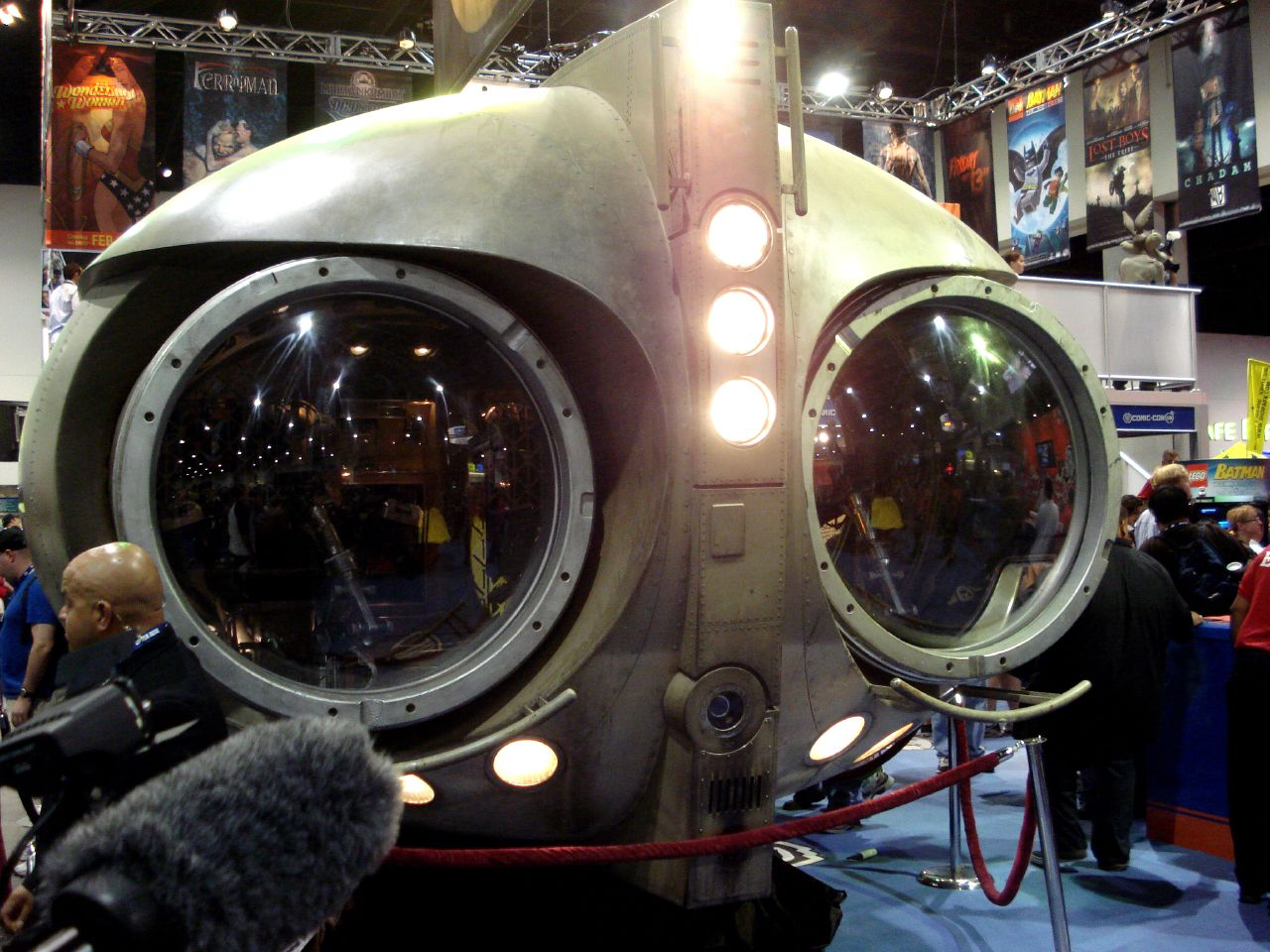
Archie, a aeronave do Coruja, exibida no Comic-Con de 2008

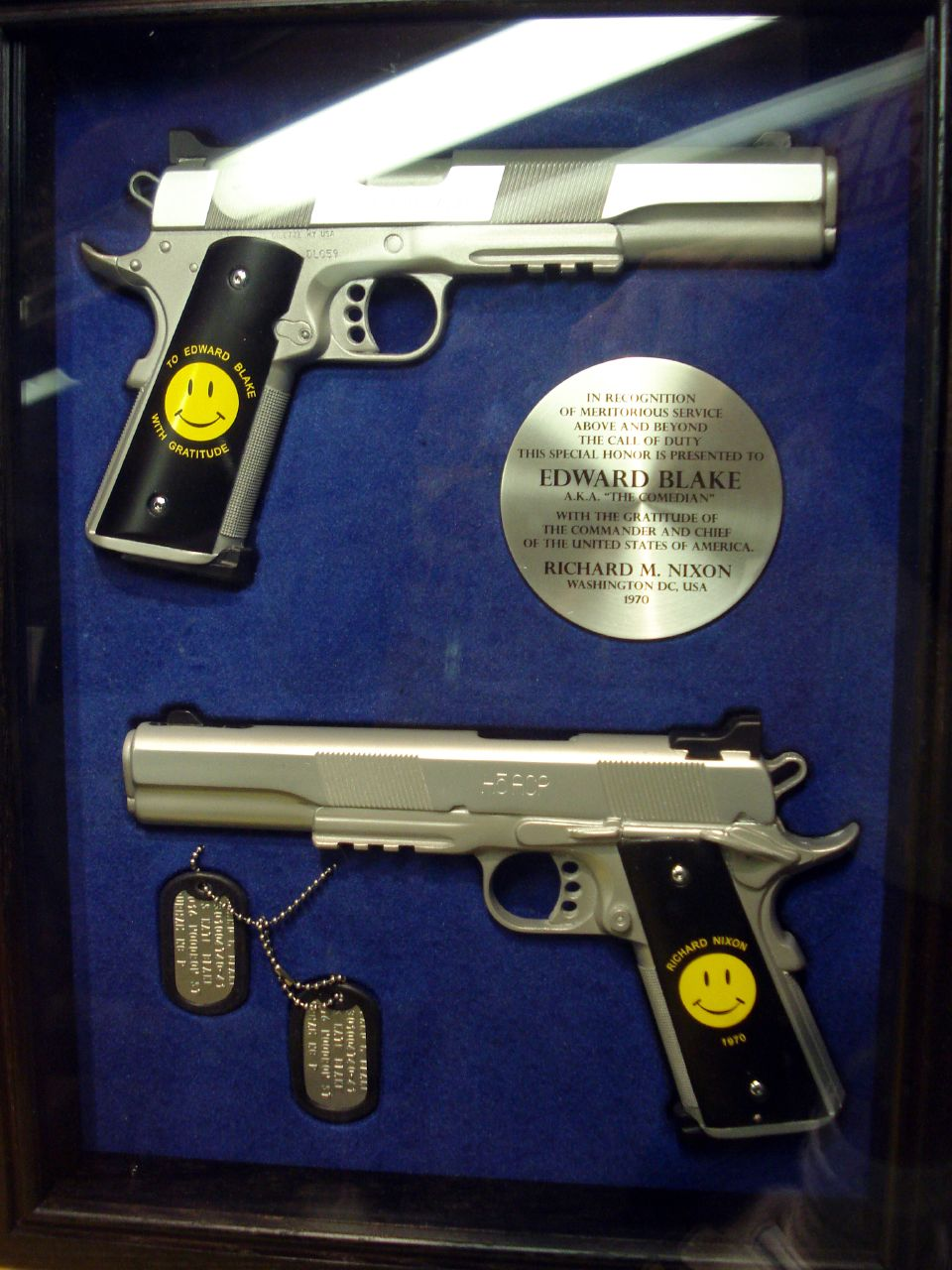
Armas do Comediante em exibição no ComicCon'08

Impressionado com o trabalho de Zack Snyder em 300, uma adaptação da graphic novel homônima de Frank Miller, a Warner Bros. o procurou para dirigir uma adaptação de Watchmen. Em 23 de junho de 2006, o estúdio anunciou que Snyder dirigiria o filme, com apoio de Alex Tse para desenvolver o roteiro. Para o novo enredo, Tse selecionou "os melhores elementos" dos dois roteiros anteriores escritos por David Hayter. O roteiro abandonou a atmosfera contemporânea adotada por Hayter, retornando ao ambiente de Guerra Fria da história original. A Warner não se opôs à decisão, e o diretor posteriormente incluiu uma sequência de abertura para apresentar os eventos da história alternativa dos EUA daquela época.
Assim como seu trabalho em 300, Snyder usou a graphic novel como storyboard, levando consigo uma cópia em suas viagens e fazendo nela suas anotações. De acordo com ele, sua versão do roteiro em 2007 gastaria 190 minutos de filme, e um orçamento de 150 milhões de dólares. A Warner exigiu que o orçamento permanecesse em 100 milhões, e a duração do filme em 145 minutos. O custo final foi estimado em 130 milhões de dólares.
A produção então organizou-se em Vancouver, Canadá, usando um cenário externo da cidade de Nova York para as filmagens, que começaram em 17 de setembro de 2007. Sequências em apartamentos e escritórios foram filmadas dentro do estúdio, e as cenas em Marte e Antártida utilizando-se de chroma key. As filmagens terminaram em 19 de fevereiro de 2008.
A primeira versão editada por Snyder tinha três horas de duração, mas em dezembro foi confirmada que a duração total seria de 155 minutos, com a versão do diretor ficando em torno de 190 minutos, e uma versão estendida (incluindo a história de pirata Black Freighter) com duração de aproximadamente 220 minutos.
Dois elementos importantes nos quadrinhos foram tirados da versão de cinema: "Contos do Cargueiro Negro", história sobre um homem que viaja em uma jangada e acaba destruindo sua vida e "Sob o Capuz", livro autobiográfico de Hollis Mason, ex-Minuteman. Eles foram lançados separadamente e seguiram o roteiro do HQ com bastante fidelidade. A produção, sendo fiel aos quadrinhos, decidiu exibir pela primeira vez em um filme de super-heróis, o nu frontal masculino (do ator Billy Crudup).

## Elenco
- Malin Åkerman como Laurie Juspeczyk / Espectral II: A filha da primeira Espectral original: Sally Jupiter e sua sucessora, possui habilidades de luta muito variadas. Tem um relacionamento com o Dr. Manhattan e é uma das figuras centrais do enredo.
- Billy Crudup como Dr. Jonathan "Jon" Osterman / Doutor Manhattan: Manhattan é considerado um deus em seu universo. Após sofrer um acidente que o desintegrou ele conseguiu recompor seu corpo e tornou-se um ser "onipotente". Por ser o único que possui poderes é uma peça central para a trama.
- Matthew Goode como Adrian Veidt / Ozymandias: Um ex-vigilante inspirado pelos antigos faraós egípcios, que após revelar-se como Ozymandias fez sucesso e tornou-se bilionário.
- Carla Gugino como Sally Jupiter / Espectral: A primeira a tomar a alcunha de Espectral.
- Jackie Earle Haley como Walter Kovacs / Rorschach: um homem de 35 anos que a mais de 8 anos dos eventos do filme se tornou um fugitivo por não aderir a lei Keene e parar de agir como o vigilante Rorschach. Possui um diário onde relata os acontecimentos de seus dias em atividade.
  - Eli Snyder como Walter Kovacs (jovem)
- Jeffrey Dean Morgan como Edward Blake / O Comediante: Um vigilante que já atuou nas duas únicas equipes deste universo; Minutemen e Watchmen e depois agindo como agente duplo pelo governo. A sua morte no inicio do filme causa os eventos ao decorrer do longa.
- Patrick Wilson como Daniel Dreiberg / Coruja II: um vigilante que sucedeu o Coruja Original: Hollis Mason na luta contra o crime com a alcunha do Coruja. Possui uma nave nomeada de Archie.
- Jaryd Heidrick como Jonathan Osterman (jovem)
- Stephen McHattie como Hollis Mason / Coruja: O primeiro a tomar a alcunha de Coruja.
- Clint Carleton como Hollis Mason (jovem)
- Matt Frewer como Edgar Jacobi / Moloch, o Místico
- Niall Matter como Mothman
- Dan Payne como Dollar Bill
- Robert Wisden como Richard Nixon
- Laura Mennell como Janey Slater
- Rob LaBelle como Wally Weaver

## Recepção
No site agregador de críticas Rotten Tomatoes, 65% das 289 resenhas dos críticos são positivas. O consenso diz: "Corajoso e visualmente impressionante, Watchmen é uma adaptação fiel da graphic novel de Alan Moore, mas a sua estrutura narrativa complexa pode tornar difícil para ele a apelar para os telespectadores não já familiarizados com o material de origem."

## Série de TV
Em 1 de outubro de 2015, foi anunciado que a emissora de televisão HBO estava em conversas para fazer uma série baseada em Watchmen. Em 2018, a emissora confirmou o piloto da série e oficializou uma temporada de 10 episódios com data não definida para 2019.